# Brama Tobiasza

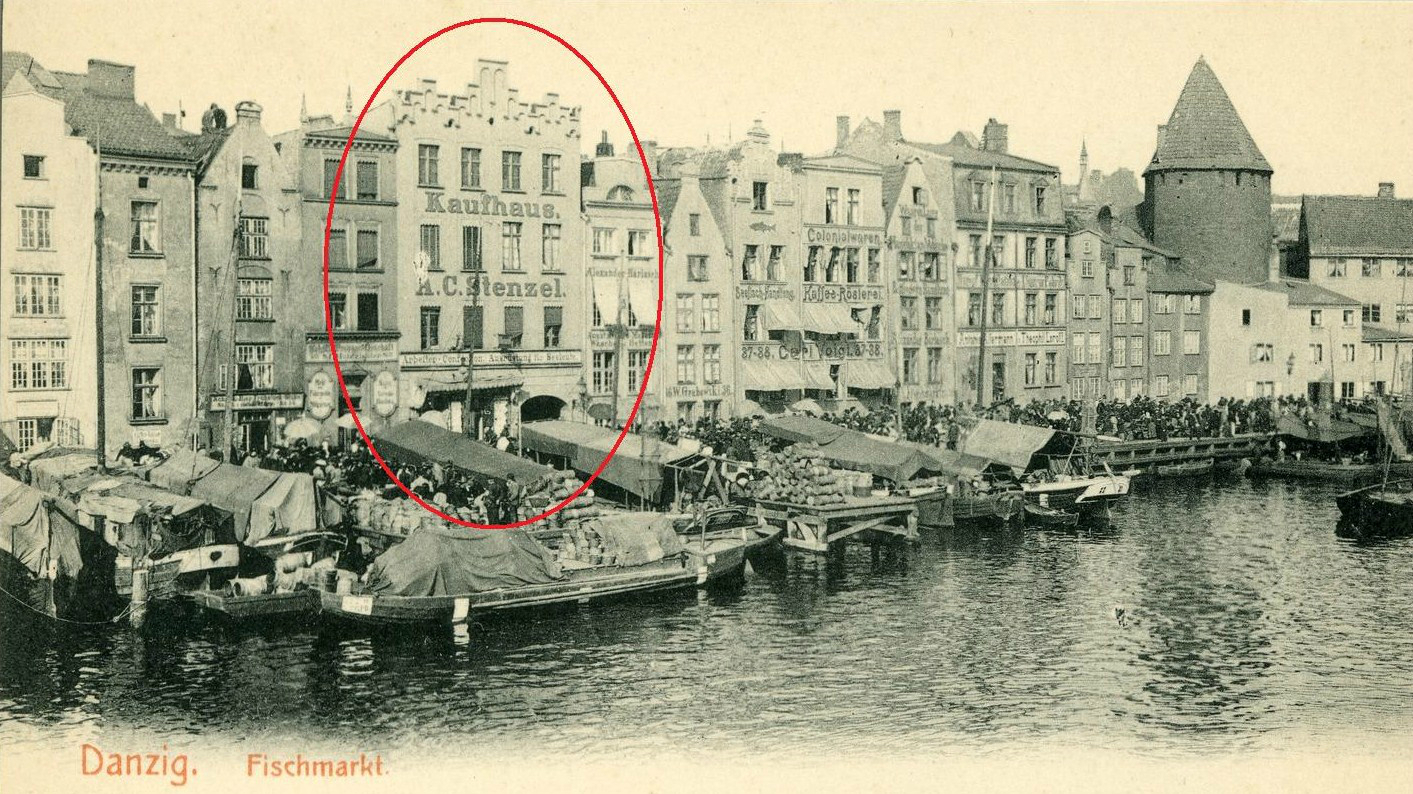
Motława i Rybackie Pobrzeże, kamienica mieszcząca Bramę Tobiasza zaznaczona linią, 1903

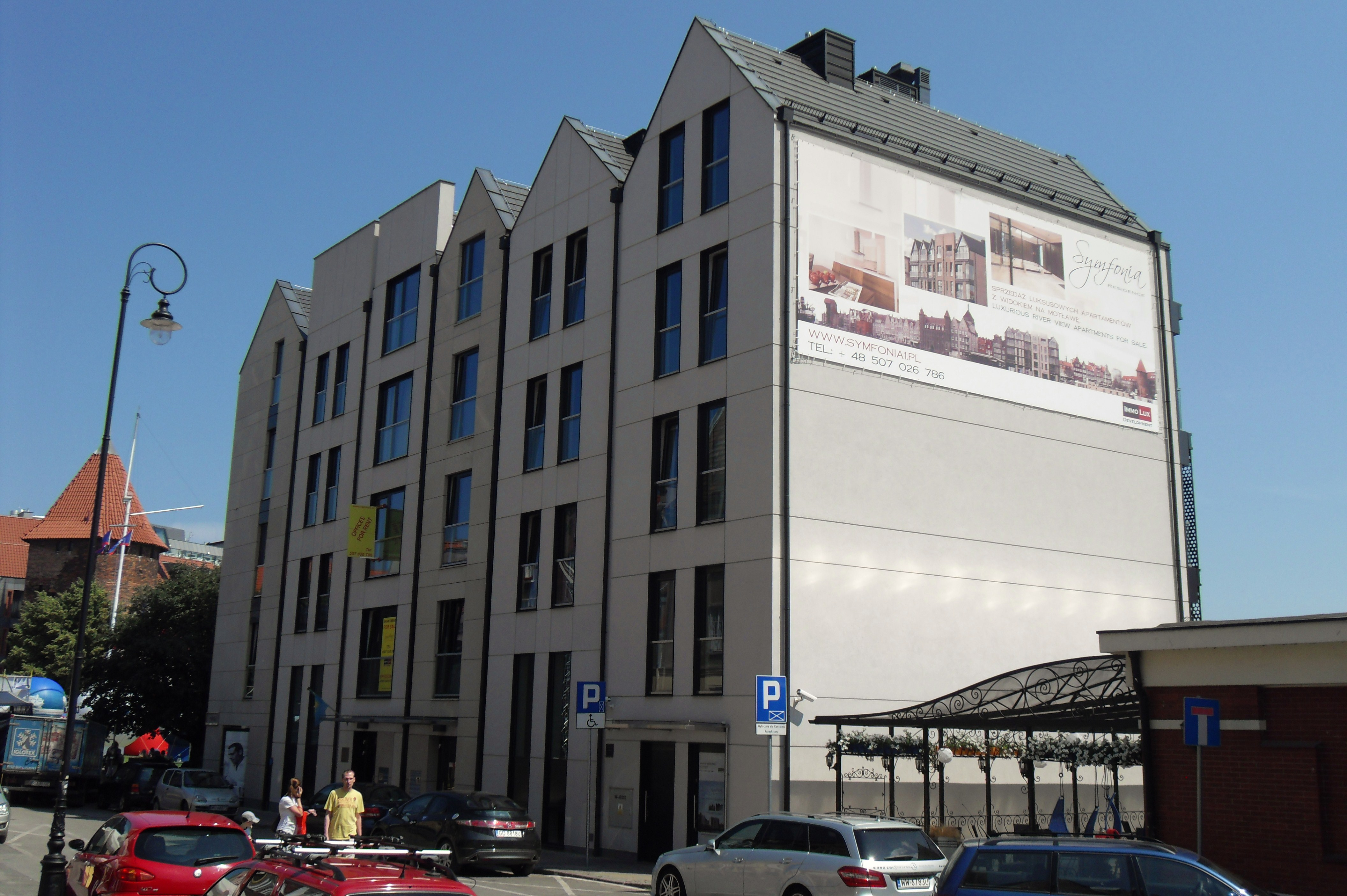
Symfonia - miejsce, w którym znajdowała się brama

Brama Tobiasza (niem. Tobiastor) – dawna brama wodna na Głównym Mieście w Gdańsku. Znajdowała się u wylotu ulicy Tobiasza, przy skrzyżowaniu z Rybackim Pobrzeżem.

## Historia
Zbudowana została prawdopodobnie w 1448, prowadziła wraz z Bramą Straganiarską znad Motławy na Targ Rybny. Początkowo nazywana Bramą Rybacką, była dwupiętrowym, prostym budynkiem, ze znajdującym się przy ziemi przejazdem. W XVII wieku brama została całkowicie wchłonięta przez zabudowę mieszkaniową. Przetrwała aż do II wojny światowej, w formie neogotyckiej, trzypiętrowej kamieniczki, który to kształt posiadała przynajmniej od 1884. Zabudowa została zniszczona w czasie wojny, później odgruzowana i pozostawiona jako niezabudowana parcela. W 2009 na miejscu bramy został ukończony apartamentowiec Symfonia.